# 星砂

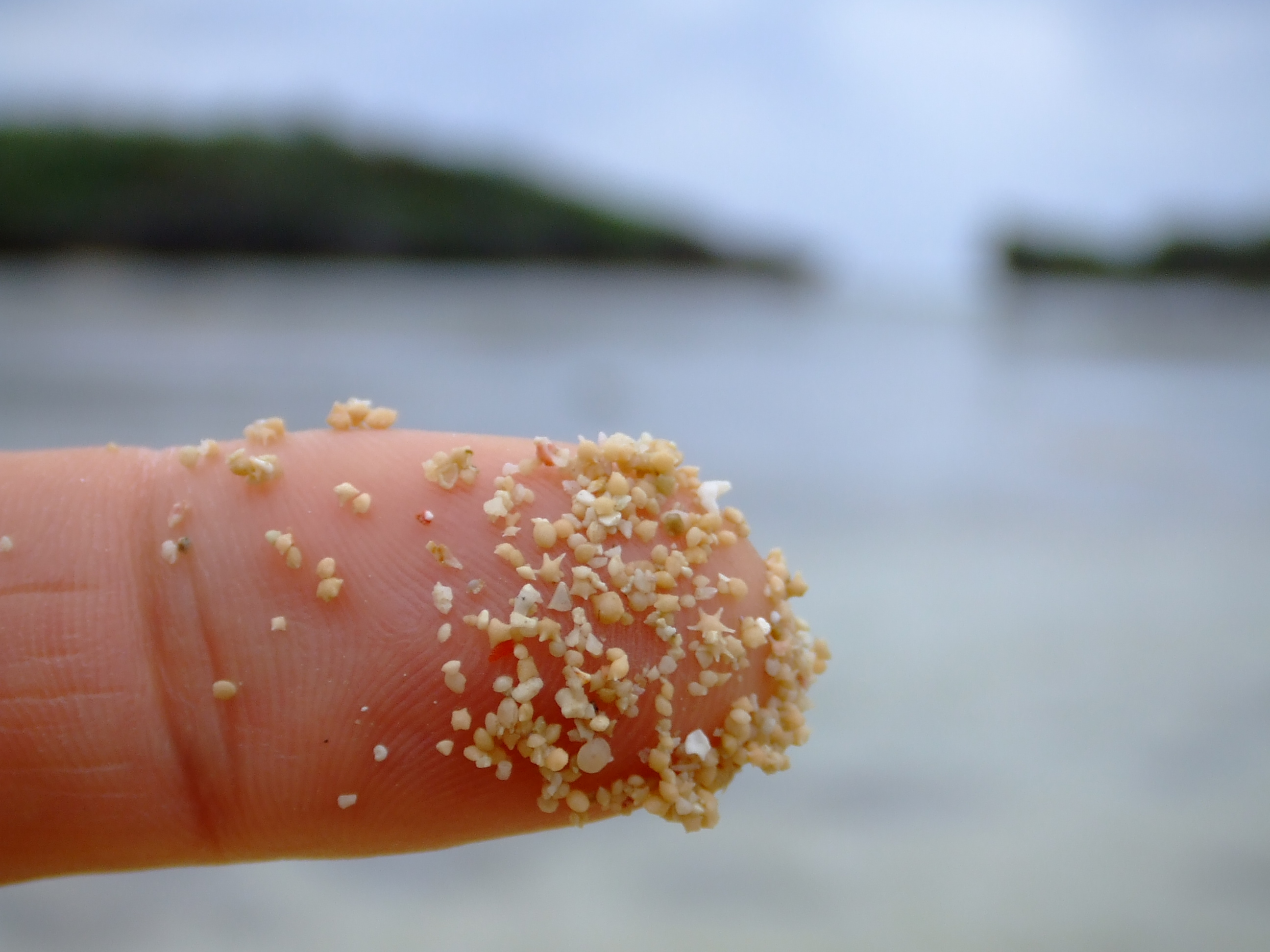
星砂與一般的海砂

星砂（star sand）指一種像星形顆粒的砂状海洋堆積物，是一種由生物形成的物質。這些星砂一般都是由多種有孔蟲的外殼堆積而形成，與一般從岩石風化而形成的砂粒不相同。

## 概要

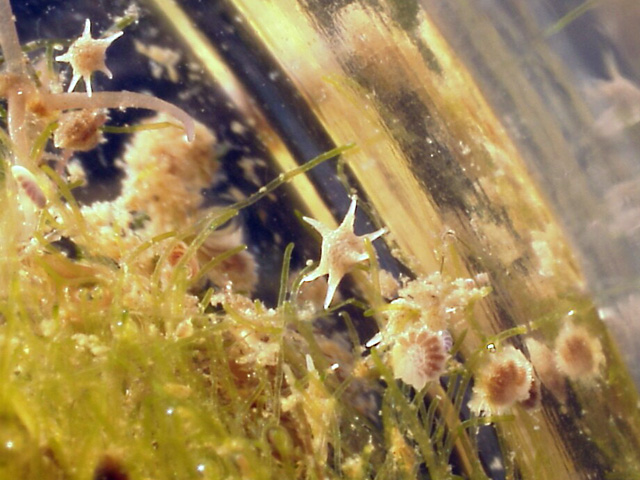
「星砂」的成員之一：Baculogypsina sphaerulata的活體。

星砂是一種輪蟲目（Rotaliida）星砂科的多種有孔蟲原生生物的外殼。活體有孔蟲的殼裡充滿着原生质。當有孔蟲死後，這些由有機質組成的原生質會慢慢分解，殘留下較為堅固強壯的殻會堆積起來。殻的幾何形態令人聯想起星星或太陽散發着光芒的形像，除了是生物學的研究對象，也具有獨特的美學價值令一般民眾欣賞喜愛。
有孔虫屬於一種单细胞生物，是一個大型的分類：除卻星砂科物種以外，已滅絕的䗴及貨幣蟲均為有孔蟲的代表物種。有孔蟲於上新世（500〜160万年前）開始出現，而現時的星砂除了有現生有孔虫的殻，亦有可能掍入了数万年前的有孔蟲化石。
有孔虫本身是海洋生物，但作為一種廣泛分佈的生物群，也有可能會在淡水或土壤中發現。這些星砂分佈於溫暖海洋，其外殼由碳酸鈣構成，與由珊瑚的珊瑚礁一樣，都是海洋中炭素循環的重要一員，其碳固定量可高達700g（800,000個体相当）/m2/年，僅次於造礁珊瑚上的石灰藻（紅藻門的一種）。此外，作為一種大型有孔蟲的星砂，會與矽藻或定鞭藻門等藻類共生，並透過這些共生藻進行光合作用。這在生态系统中為一次生產者提供住處，其生物殘渣在生態有其重要價值。

## 分佈
在西太平洋的熱帶與亞熱帶海域，珊瑚礁附近有廣泛分布。當中較為知名的位于日本南部琉球群岛的沙灘，最著名的有西表島及竹富島。由于被游客濫採，星砂的數量已經大幅減少，一些地方抬出保護措施，禁止擅自收集。但實際上還是常能在水族館以廉價買到。